# إعادة إصدار
إعادة إصدار (المعروف أيضاً باسم إعادة إطلاق الإصدار أو إعادة النسخة) هو عبارة عن إعادة إصدار عمل صدر سابقاً. في الاستعمال الشائع، فإنه يشير إلى ألبوم صدر سابقاً مرة واحدة على الأقل ويتم إعادة إصداره مرة أخرى، وأحياناً مع بعض التعديلات أو الإضافات.